# Marwe coarctata
Genre
Espèce
Marwe coarctata, unique représentant du genre Marwe, est une espèce d'opilions cyphophthalmes à l'appartenance familiale incertaine.

## Distribution
Cette espèce est endémique du Kenya. Elle se rencontre dans le parc national du Tsavo Est dans la grotte Cobra Cavern.

## Description
Le mâle holotype mesure 2,32 mm et la femelle paratype 1,86 mm.

## Publication originale
- Shear, 1985: « Marwe coarctata, a remarkable new cyphophthalmid from a limestone cave in Kenya (Arachnida, Opiliones). » American Museum Novitates, no 2830, p. 1-6 (texte intégral).